# Fudbalski Klub Mladost Velika Obarska
Il Fudbalski klub Mladost Velika Obarska (in serbo cirillico Фудбалски клуб Младост Велика Обарска), conosciuto semplicemente come Mladost (VO), è una squadra di calcio di Velika Obarska, un paese di 3 500 abitanti circa nei pressi di Bijeljina, una città nella Repubblica Srpska (Bosnia ed Erzegovina).

## Nome
Mladost in bosniaco significa giovinezza, come il latino Juventus in Italia.

## Storia
La squadra viene fondata nel 1948 e nei tempi della Jugoslavia socialista milita sempre nei campionati minori della Bosnia come la Podsavezna liga Brčko e la Semberska liga (la Semberija è una regione geografica il cui centro principale è Bijeljina). Fra i successi del club si ricordano la vittoria della Kup Semberija nel 1963 ed il raggiungimento dei quarti di finale nella Kup Zadrugara nel 1985.
Dopo la guerra la squadra compete inizialmente nei campionati della neonata Repubblica Srpska, senza risultati di rilievo per 20 anni. Finalmente nel 2012-13 raggiunge la Prva liga RS (la seconda divisione della Bosnia Erzegovina) e l'anno seguente la Premijer liga BiH (la massima divisione). Questa viene mantenuta per due sole stagioni, poi grosse difficoltà finanziarie hanno condannato la società a ripartire nel 2018 dal torneo municipale di Bijeljina, il gradino più basso del campionato bosniaco di calcio.
Nelle coppe i piazzamenti di rilievo sono il raggiungimento dei quarti di finale della Coppa di Bosnia (2014 e 2015) e della Kup Republike Srpske (1994).

### Cronistoria
| Stagione  | Campionato                                | Campionato       | Campionato       | Campionato                      | Coppa di Bosnia  |
| Stagione  | Categoria                                 | Liv.             | Posizione        | Verdetti                        | Coppa di Bosnia  |
| --------- | ----------------------------------------- | ---------------- | ---------------- | ------------------------------- | ---------------- |
| 1982–83   | Semberska liga                            | VI               | 4º su 14         |                                 |                  |
| 1983–2008 |                                           |                  |                  |                                 |                  |
| 2008–09   | Druga liga RS - Est                       | III              | 4º su 16         |                                 | n.q.             |
| 2009–10   | Druga liga RS - Est                       | III              | 9º su 16         |                                 | n.q.             |
| 2010–11   | Druga liga RS - Est                       | III              | 3º su 14         |                                 | n.q.             |
| 2011–12   | Druga liga RS - Est                       | III              | 1º su 14         | Promosso in 1.liga              | n.q.             |
| 2012–13   | Prva liga RS                              | II               | 1º su 14         | Promosso in Premijer liga       | n.q.             |
| 2013–14   | Premijer liga BiH                         | I                | 11º su 16        |                                 | Quarti           |
| 2014–15   | Premijer liga BiH                         | I                | 15º su 16        | Retrocede in 1.liga             | Quarti           |
| 2015–16   | Prva liga RS                              | II               | 2º su 12         | Retrocede per motivi finanziari | Sedicesimi       |
| 2016–17   | Regionalna liga RS - Est                  | IV               | 8º su 16         | A fine stagione si ritira       | n.q.             |
| 2017–18   | nessuna attività                          | nessuna attività | nessuna attività | nessuna attività                | nessuna attività |
| 2018–19   | Druga Opštinska liga RS - Bijeljina - Est | VII              |                  |                                 | n.q.             |

## Palmarès

### Competizioni nazionali
- Prva liga Republike Srpske: 1

2012-2013

## Stadio
La squadra disputa le partite casalinghe al Gradski stadion Velika Obarska la cui capienza è di circa 1000 posti e non è adatto per la massima divisione (uno dei requisiti per essere ammessi alla Premijer liga BiH è uno stadio con una capienza di almeno 3000 posti). Quindi nelle due stagioni in Premijer liga si è utilizzato il Gradski stadion della vicina Bijeljina (6000 posti).